# Turów (województwo lubelskie)
Turów – wieś w Polsce, położona w województwie lubelskim, w powiecie radzyńskim, w gminie Kąkolewnica.
| SIMC    | Nazwa     | Rodzaj    |
| ------- | --------- | --------- |
| 0013540 | Folwark   | część wsi |
| 0013557 | Kock      | część wsi |
| 0013563 | Krawiecka | część wsi |
| 0013570 | Niwki     | część wsi |
| 0013586 | Przejazd  | część wsi |
| 0013592 | Sosnowiec | część wsi |
| 0013600 | Środkowa  | część wsi |
| 0013617 | Ustronie  | część wsi |
| 0013623 | Zadębita  | część wsi |
| 0013630 | Zarowie   | część wsi |
| 0013646 | Zgórek    | część wsi |

W latach 1975–1998 wieś położona była w województwie bialskopodlaskim.
Wieś stanowi sołectwo gminy Kąkolewnica. Według Narodowego Spisu Powszechnego z roku 2011 wieś liczyła 1182 mieszkańców.
Wieś szlachecka położona była w drugiej połowie XVI wieku w ziemi łukowskiej województwa lubelskiego. 
Wieś jest siedzibą rzymskokatolickiej parafii św. Antoniego Padewskiego.